# Rhytidoponera nitida
Rhytidoponera nitida é uma espécie de formiga do gênero Rhytidoponera.